# Tučňák skalní
Tučňák skalní (Eudyptes chrysocome) je druh tučňáka z rodu Eudyptes.

## Rozšíření
Tito tučňáci hnízdí na většině subantarktických ostrovů u jižních částí Chile a Argentiny i na Falklandských ostrovech, na Ostrovech prince Edwarda jihovýchodně od jihu Afriky, na ostrově Tristan da Cunha v jižním Atlantiku, na Crozetových ostrovech a Kerguelenách v jižní části Indického oceánu a téměř na všech ostrovech jižně Nového Zélandu.

## Popis
Jsou to poměrně malí tučňáci, měří asi 55 cm a váží okolo 2,5 kg. Shora mají barvu modro černou, zespodu bílou. Po stranách čela mají zlatavou chocholku z dlouhých pírek, které jim po stranách spadají za oči. Uprostřed čela je černá vztyčená chocholka. Zobák mají mohutný, červenohnědé barvy. Jsou ze všech tučňáků nejagresivnější, bojují o místo a chrání svá vejce v hnízdě na přeplněném hnízdišti před konkurenty. Snaží se soupeřovou hlavu zachytit pod křídlo a vyvrátit ho, bojují spolu také silnými zobáky. Průměrná délka života je 10 let. Stravou je téměř převážně kril doplňovaný drobnými hlavonožci a korýši.
Hlasový rejstřík mají široký, používají ho často při komunikaci se samici, mláďaty i okolím. Mají i množství speciálních postojů vyjadřující momentální duševní stav, od dvoření se samicí, před výhrůžku soupeřům až po podřízený postoj s přitaženým peřím k tělu, nahrbením a hlavou výrazně nataženou dopředu. V takovém postoji, podřízeném, procházejí přehuštěným hnízdištěm, kdykoliv jdou krmit mláďata.

## Hnízdění
Hnízdí převážně na prudkých morénových svazích, na lávových útesech a dovedou díky drápům zdolat i téměř kolmé skalní stěny. Při vhodném umístění hnízda je touto skálou chráněno před vytrvalými chladnými větry a pokud je navíc na sluneční straně, je vlastně na nejvhodnějším místě k hnízdění v chladné oblasti. Jsou nejrychlejší chodci ze všech tučňáků, dokážou skákat z kamene na kámen s dopředu nataženým krkem, aby se případně ještě jistili hákovitým zobákem. Některá hnízda tučňáků skalních jsou i několik stovek metrů nad mořem. Při krmení mláďat absolvují cestu  vodě a zpět i třikrát denně.

## Rozmnožování

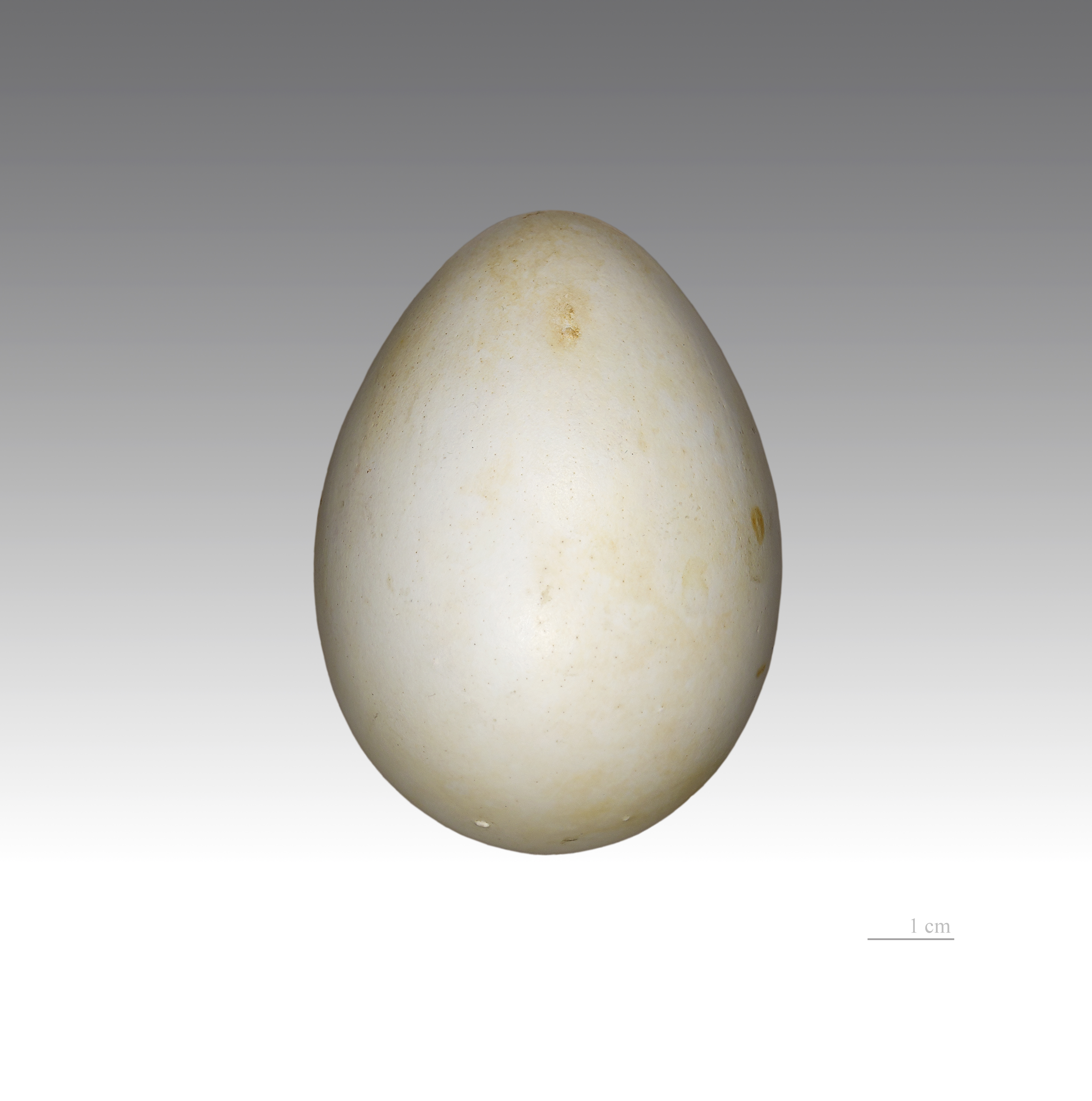
Eudyptes chrysocome

Po návratu na hnízdiště, nejdříve se z moře vracejí samci, se vytvoří hnízdící páry ze stejných jedinců jako v předešlém roce a samec započne se stavbou jednoduchého hnízda. Samice po neodmyslitelných námluvách s tokáním předcházejícím páření snese s odstupem několika dnů většinou dvě vejce, z nichž prvé bývá mnohem menší než druhé. S počátku si jednotlivé páry vejce navzájem kradou z hnízd, později však většina sedí jen na jednom, větším.
Se zahřívání vajec se oba rodiče střídají, na břiše se jim vytvoří záhyb z kůže, do kterého zobákem vejce zakoulejí, mládě se vylíhne asi za 36 dnů. První část inkubace sedí na vejci samice a samec odchází do moře, pak se postupně střídají až do vylíhnutí, kdy samice mláděti přináší první potravu. Samec dále rychle rostoucí mládě nepřetržitě asi tři týdny zahřívá a hlídá, zatím co samice několikrát denně přináší potravu. Slepé mládě asi za týden začíná vidět, za tři týdny již má prachové peří a popolézá okolo hnízda.
Postupně se shlukují do větších skupin, tzv. školek, ve kterých je před nálety racků a chaluh ochraňují tento rok nehnízdící tučňáci z kolonie. Oba rodiče přinášejí 6 až 12krát denně potravu a krmí mláďata zásadně na hnízdě. Již ve 30 dnech jim začíná narůstá definitivní peří, v 55 až 60 dnech je rodiče pomalu přestávají krmit. Přibližně v 70 dnech se samostatná mláďata (ale ještě bez žluté chocholky) vydávají na moře. Dospívají za 4 roky.
Rodiče pak odcházejí na moře načerpat síly a po měsíci se vrací zpět na hnízdiště k přepeření. Za 25 dnů odcházejí s novým peřím na téměř půlroční plavbu po moři.

## Ohrožení, populace
Tučňáci skalní jsou podle červeného seznamu IUCN zařazení do kategorie zranitelný druh. Za posledních 30 let se jejich stavy snížily o 30 %. Mezinárodní svaz ochrany přírody k roku 2020 odhaduje populaci na 2,5 milionu dospělých jedinců (severní populace uznávaného druhu Eudyptes moseleyi čítá dalších 413 700 dospělých).

## Taxonomie
Tento druh je rozdělován do tří poddruhů, které hnízdí na rozličných místech.
- Eudyptes chrysocome subsp. chrysocome Forster, 1781
- Eudyptes chrysocome subsp. fiholi Hutton, 1879
- Eudyptes chrysocome subsp. moseleyi Mathews et Iredale, 1921

Poddruh Eudyptes chrysocome moseleyi je některými autory považován za samostatný druh Eudyptes moseleyi.